# Haplidia rugicollis
Haplidia rugicollis är en skalbaggsart som beskrevs av Rudolph Petrovitz 1967. Haplidia rugicollis ingår i släktet Haplidia och familjen Melolonthidae. Inga underarter finns listade i Catalogue of Life.